# 波利亚科夫斯基村委员会
波利亚科夫斯基村委员会（俄语：Поляковский сельсовет）是俄罗斯联邦阿穆尔州结雅区所属的一个村委员会。其下辖有1个居民点，行政中心为波利亚科夫斯基。据2016年统计，该村委员会的人口为265人。